# Kangasala
Kangasala – miasto i gmina w Finlandii w prowincji Finlandia Zachodnia. Około 25 157 mieszkańców.
1 stycznia 2011 w granicę Kangasala włączono gminę Kuhmalahti.